# 19982 Barbaradoore
19982 Barbaradoore (1990 BJ) là một tiểu hành tinh vành đai chính được phát hiện ngày 22 tháng 1 năm 1990 bởi Eleanor Francis Helin ở Palomar.